# 沙之印痕
《沙之印痕》（羅馬化：Nai Roi Sai），為一部翻拍自作家阿麗塔同名小說的電視劇。由Mark Gwa Fun Company發行，帕塔拉德·薩恩固安卡瓦迪（一人分飾兩角）、瓦麗緹莎·琳塔瑪黑頌及瑪麗亞·赫施勒領銜主演。2024年1月25日起，每週一至週四晚間8點40分於Ch7HD首播。

## 劇情簡介
他們的家庭因一場誤會而破裂，導致雙胞胎兄弟被迫分離。然而，他們卻因為愛情而重新回到彼此的生活中。雙胞胎兄弟Thiwa與Tawan（帕塔拉德·薩恩固安卡瓦迪 飾）皆在Wimala（瓦麗緹莎·琳塔瑪黑頌 飾）的不同時期出現在人生的十字路口，她究竟該如何抉擇？

## 演員陣容
註：括號內的演員姓名為小名。

### 主演
- 帕塔拉德·薩恩固安卡瓦迪（Mike） 飾演 Thiwa／Tawan
- 瓦麗緹莎·琳塔瑪黑頌（Thisa） 飾演 Wimala（Wi）
- 瑪麗亞·赫施勒（Sky） 飾演 Kanokthip（Grace）

### 配角
- 瑟拉烏·瑪通（Aon） 飾演 Phatchara
- 琵拉雅·瑪麗索恩（Faye） 飾演 Phaphaeng
- 拉維查·班賈維特（Tos） 飾演 Sun

## 劇集迴響

### 泰國電視收視
- 收視最低的集數以藍色表示，收視最高的集數以紅色表示，而空格則表示該集的收視沒有相關數據。

| 集數 No.   | 播放日期      | 播放時段 (UTC+07:00) | 平均收視率 | 來源 |
| ---------- | ------------- | -------------------- | ---------- | ---- |
| 1          | 2024年1月25日 | 星期四 20:40         | 3.2        |      |
| 2          | 2024年1月29日 | 星期一 20:40         |            |      |
| 3          | 2024年1月30日 | 星期二 20:40         |            |      |
| 4          | 2024年1月31日 | 星期三 20:40         |            |      |
| 5          | 2024年2月1日  | 星期四 20:40         |            |      |
| 6          | 2024年2月5日  | 星期一 20:40         |            |      |
| 7          | 2024年2月6日  | 星期二 20:40         |            |      |
| 8          | 2024年2月7日  | 星期三 20:40         |            |      |
| 9          | 2024年2月8日  | 星期四 20:40         |            |      |
| 平均收視率 | 平均收視率    | 平均收視率           |            | 1    |

^1  基於每集的平均觀眾份額。

## 製作
此劇於2022年9月宣布拍攝，並公開卡司陣容。此後7台分別在2022及2023年底於官方YouTube頻道發布劇情預告。

## 外部連結
- MyDramaList上的劇情簡介 （页面存档备份，存于）（英文）
- 豆瓣电影上《沙之印痕》的資料 （简体中文）